# Dorsale Posey
La dorsale Posey è una catena montuosa situata nella regione nord-occidentale della Dipendenza di Ross, nell'entroterra della costa di Oates, in Antartide. La dorsale Posey, che fa parte dei monti Bowers, un gruppo montuoso a sua volta facente parte della catena dei monti Transantartici, è orientata in direzione nord/sud, nella quale si estende per circa 45 km, arrivando a una larghezza massima di circa 15 km, ed è costeggiata, a est dal ghiacciaio Lillie, che la separa dalla dorsale Everett, e a ovest dai ghiacciai Smithson e Graveson, mentre il ghiacciaio Champness ne segna il confine meridionale, separandola dalla cresta Copperstain. La vetta più alta della catena è quella di un monte tuttora senza nome situato all'estremità meridionale della formazione, che arriva a 1890 m s.l.m..

## Storia
L'intera formazione è stata mappata per la prima volta dallo United States Geological Survey grazie a fotografie aeree scattate dalla marina militare statunitense (USN) nel periodo 1960-62 e a ricognizioni terrestri effettuate da spedizioni statunitensi e neozelandesi negli anni 1960. Essa è stata poi così battezzata dal Comitato consultivo dei nomi antartici in onore di Julian W. Posey, un meteorologo di stanza alla base Amundsen-Scott nella stagione invernale del 1959.